# Pomnik Mao Zedonga w Shenyang
Pomnik Mao Zedonga w Shenyang (chin. 毛泽东思想胜利万岁) – monumentalny pomnik znajdujący się na placu Zhongshan w największym mandżurskim mieście Shenyang, w prowincji Liaoning. Przedstawia on przewodniczącego Chińskiej Republiki Ludowej Mao Zedonga. Posąg jest zabytkiem okresu rewolucji kulturalnej.

## Historia
Prace nad pomnikiem trwały dwa lata. Monument został uroczyście odsłonięty 1 października 1970 podczas obchodów 21. rocznicy powstania Chińskiej Republiki Ludowej. Posąg przewodniczącego Mao ma 9 metrów wysokości, a jego podstawa liczy sobie drugie tyle. Fraza Niech żyje zwycięstwo myśli Mao Zedonga została wyryta z przodu podstawy.
Pomnik otaczają posągi 58 „bohaterów robotników-chłopów-żołnierzy”. Są oni podzieleni na osiem grup, reprezentujących różne walki narodu chińskiego pod przywództwem przewodniczącego Mao. Większość postaci pierwotnie nosiła małe czerwone książki, ale większość z nich została usunięta.